# Paranthura bellicauda
Paranthura bellicauda är en kräftdjursart som beskrevs av Miller och Menzies 1952. Paranthura bellicauda ingår i släktet Paranthura och familjen Paranthuridae. Inga underarter finns listade i Catalogue of Life.